# BG Волка
BG Волка (лат. BG Lupi) — одиночная переменная звезда в созвездии Волка на расстоянии (вычисленном из значения параллакса) приблизительно 30200 световых лет (около 9259 парсеков) от Солнца. Видимая звёздная величина звезды — от менее +16m до +14,6m.

## Характеристики
BG Волка — красная пульсирующая переменная звезда, мирида (M:) спектрального класса M. Эффективная температура — около 3286 K.